# Polelassothys abyssinica
Polelassothys abyssinica är en fjärilsart som beskrevs av Pierre E.L. Viette 1954. Polelassothys abyssinica ingår i släktet Polelassothys och familjen tandspinnare. Inga underarter finns listade i Catalogue of Life.